# Litoria angiana
Espèce
Synonymes
- Hyla angiana Boulenger, 1915
- Hyla angularis Loveridge, 1945
- Litoria mintima Tyler, 1962

Statut de conservation UICN

 LC  : Préoccupation mineure
Litoria angiana est une espèce d'amphibiens de la famille des Pelodryadidae.

## Répartition
Cette espèce est endémique de Nouvelle-Guinée. Elle se rencontre dans les forêts des hautes terres entre 1 200 et 3 300 m d'altitude :
- en Papouasie-Nouvelle-Guinée près d'Okapa dans les hauts plateaux du centre-est, à proximité des Monts Bismarck, dans la péninsule de Huon et au sud-est à Agaun dans la province de Baie Milne ;
- en Indonésie à proximité des monts Maoke et dans la région des lacs Anggi dans la péninsule de Doberai.

## Description
Les mâles mesurent jusqu'à 65 mm et les femelles jusqu'à 80 mm.

## Publication originale
- Boulenger, 1915 : Description of a new Tree-frog of the genus Hyla discovered by Mr. A. E. Pratt in the Arfak Mountains, Dutch New Guinea. Annals and Magazine of Natural History, sér. 8, vol. 16, p. 402-404 (texte intégral).